# مسيح كثيب
مسيح كثيب (بالإنجليزية: Dune Messiah)‏ هي رواية خيال علمي صدرت عام 1969 للكاتب الأمريكي فرانك هربرت، وهي الرواية الثانية في سلسلة رواياته كثيب المكونة من ست روايات. وهي تكملة لرواية كثيب (1965)، وقد نُشرت في الأصل على شكل حلقات في مجلة جالاكسي عام 1969، ثم نشرتها دار بتنام للنشر في نفس العام. قامت قناة ساي فاي في عام 2003 بتكييف رواية مسيح كثيب وتكملته ذرية كثيب (1976) إلى مسلسل قصير بعنوان ذرية كثيب لفرانك هربرت.

## الاستقبال النقدي
وصفت مجلة جالاكسي للخيال العلمي رواية مسيح كثيب بأنها «رائعة... كانت كل ما تحتويه كثيب، وربما أكثر قليلاً». استمتع سبيدر روبنسون بالكتاب «كما لو كان [هو] يقود شاحنة عبر الثقوب في منطقها، لأنها كانت تتمتع بنفس العظمة المهيبة المتدحرجة للكتاب السابق». وصفت مجلة تحدي القدر الرواية بأنها «القطعة المرافقة المثالية لرواية كثيب... رائعة».

## للقراءة الإضافية
- "«مسيح كثيب» تبدو وكأنها مسودة أولى". وايرد (بالإنجليزية الأمريكية). 24 Feb 2023. ISSN:1059-1028. Archived from the original on 2023-03-01. Retrieved 2024-05-07.
- هيبرد, جيمس (8 Mar 2024). "«كثيب 3» يواجه تحديًا كبيرًا: الكتاب التالي ليس رائعًا". هوليوود ريبورتر (بالإنجليزية الأمريكية). Archived from the original on 2024-04-03. Retrieved 2024-05-07.

## وصلات خارجية
- ُمسيح كثيب عنوان مُدرج في قاعدة بيانات الخيال التأملي على الإنترنت (بالإنجليزية)
- مسيح كثيب (بالإنجليزية)